# Leucania lishana
Leucania lishana là một loài bướm đêm trong họ Noctuidae.